# Harald Bärtschi
Harald Bärtschi (* 1973 in Uster) ist ein Schweizer Rechtswissenschaftler und Autor.

## Werdegang
Bärtschi studierte ab 1994 Rechtswissenschaft an den Universitäten Zürich und Lausanne. Im Jahr 1999 erhielt er sein Lizentiat (lic. iur.) der Universität Zürich mit summa cum laude und promovierte im Jahr 2001 zum Dr. iur. der Universität Zürich bei Walther Hug, ebenfalls mit summa cum laude. Für seine Habilitation erhielt er den Issekutz-Preis, mit welchem hervorragende Arbeiten im Bereich des privaten und öffentlichen Wirtschaftsrechts an der Rechtswissenschaftlichen Fakultät der Universität Zürich ausgezeichnet werden.
Im Jahr 2003 erhielt er die Anwaltszulassung in Zürich, im Jahr 2005 in New York, nachdem er an der Yale Law School ein Nachdiplomstudium (LL.M.) abgeschlossen hatte.
An der Universität Zürich wurde er 2009 Privatdozent für Privat- und Wirtschaftsrecht, im Jahr 2015 Titularprofessor für Privat- und Wirtschaftsrecht.
Im Jahr 2013 übernahm er die Leitung des Bereichs Finanzmarktrecht am Zentrum für öffentliches Wirtschaftsrecht an der ZHAW School of Management and Law der Zürcher Hochschule für Angewandte Wissenschaften und wurde im Jahr 2016 Leiter des Zentrums für Unternehmens- und Steuerrecht.
Im Rahmen der Übernahme der Credit Suisse durch die UBS erstellte er ein Rechtsgutachten für die Klägervertreter.

## Schriften (Auswahl)
- P. Nobel, H. Bärtschi, M. Kaempf: Internationales und transnationales Gesellschaftsrecht (= Stämpflis juristische Lehrbücher). Bern 2024, 2. Auflage, ISBN 978-3-7272-446-67.
- P. Nobel, Ch. Müller (Hrsg.); H. Bärtschi, G. Behr, S, Biggoer: Das Aktienrecht – Kommentar der ersten Stunde. Bern 2023, ISBN 978-3-7272-2234-4.
- F. Theus Simoni, I. Hauser, H. Bärtschi: Handbuch Schweizer Aktienrecht. 2. Auflage, Basel 2022, ISBN 978-3-7190-4477-0.
- A. Abegg, H. Bärtschi, A. Dietrich: Prinzipien des Finanzmarktrechts. 4. Auflage, Zürich 2021, ISBN 978-3-7255-8257-0.